# Michail Paweletz

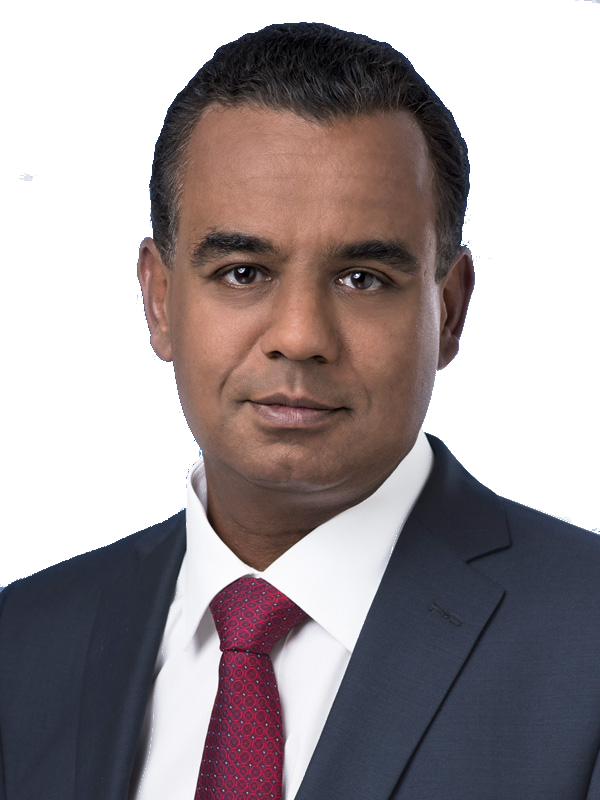
Michail Paweletz (2014)

Michail Paweletz (* 1965 in Heidelberg) ist ein deutscher Journalist, Nachrichtensprecher, Fernsehmoderator und Geiger.

## Leben

### Kindheit und Ausbildung
Michail Paweletz wuchs im Heidelberger Stadtteil Ziegelhausen auf. Sein Vater Neidhard Paweletz (1935–2016) war Zellbiologe und als Professor an der Universität Heidelberg sowie am Deutschen Krebsforschungszentrum tätig, seine Mutter Gisela Paweletz, geborene Neubert (1937–2003), arbeitete als Erzieherin in einem örtlichen Kindergarten. Nach dem Abitur am Bunsen-Gymnasium absolvierte Paweletz an der Hochschule für Musik und Theater Hamburg ein Violinstudium, das er an der Folkwang-Hochschule in Essen abschloss. Neben dem Studium nahm er Sprechunterricht.

### Beruflicher Werdegang
1995 begann Paweletz seine Laufbahn als Moderator beim ARD-Nachtkonzert und als Sprecher beim Norddeutschen Rundfunk (NDR). Bei NDR Kultur moderierte er ab 1996 zahlreiche Sendungen, führte Interviews und wirkte als Reporter.
Seit 2004 ist Paweletz bei ARD-aktuell auf dem Bildschirm zu sehen, als Sprecher und Moderator der Nachrichtensendung Tagesschau sowie im Nachtmagazin und den Tagesschau-Nachrichten bei tagesschau24. Er ist der erste schwarze Nachrichtensprecher in der Geschichte der ARD. Im Auftrag von ARD-aktuell entwickelte er 2018 das Nachrichtenformat Mics-News, das er in 5 Folgen moderierte. Darüber hinaus liest Paweletz auch Nachrichten im Hörfunk des NDR. Seit Januar 2022 moderiert er die Nachmittagsausgaben der Tagesschau als Hauptmoderator und folgte in dieser Position Claus-Erich Boetzkes nach. 
Im Auftrag von tagesschau24 und dem NDR Kulturjournal entwickelte er zudem plattformübergreifend für IGTV, YouTube und TV zusammen mit dem NDR-Autor Stefan Mühlenhoff 2020/2021 das Format Wie … bist du? Das Experiment, mit den Themen „Rassismus“, „Demokratie“ und „Sexismus“, das er auch moderierte.
2012 hatte Paweletz im Tatort-Krimi Ordnung im Lot einen Cameo-Auftritt als Nachrichtensprecher. Seit 2020 ist er der Haupt-Erzähler bei Tatort. Der Podcast.
Paweletz ist Dozent im Fachbereich Medienpraxis an der HafenCity Universität Hamburg.

### Wirken als Musiker
Paweletz tritt auch als Musiker mit der Violine auf. Seit vielen Jahren arbeitet er mit der Sängerin Esther Ofarim zusammen, mit der er zum Beispiel beim Schleswig-Holstein Musikfestival im Kieler Schloss, in den Hamburger Kammerspielen, am St. Pauli Theater oder in der Stadthalle Lahr konzertierte. Zudem gründete er ein Klaviertrio, mit dem er klassische Werke wie das Klaviertrio Nr. 2 in e-Moll von Camille Saint-Saëns aufführte.

### Privates
Michail Paweletz ist verheiratet und hat Kinder.